# Lliga grega de bàsquet femenina
La Lliga grega de bàsquet femenina, oficialment coneguda com a A1 Ethniki, és la màxima competició entre clubs de basquetbol en categoria femenina que es disputa a Grècia.
La competició de la Lliga de bàsquet femení grega va començar l'any 1968. A la temporada 1984–85, la competició va passar a anomenar-se A Nacional i, a la temporada 1997–98, va passar a anomenar-se A1 Nacional. Simultàniament, es va crear la segona divisió amb el nom d'A2 National. El 2010, els organitzadors del campionat de lliga van decidir afegir rondes de playoffs a la competició.
Està organitzada per la EOK (Federació Hel·lènica de Bàsquet) i està formada per 11 equips. El primer campionat, que es va celebrar la temporada 1967-68, el va guanyar Iraklis Thessaloniki. Entre 1976 i 1999, l'Sporting d'Atenes va dominar la competició, guanyant 20 campionats en aquest període (també van guanyar un altre campionat el 2004). Fins ara, l'Sporting és el club que n'ha guanyat (21 en total). Del 2008 al 2012, l'Athinaikos va dominar en exclusiva, batent el rècord de victòries consecutives a la Lliga femenina grega. Els èxits de l'Olympiacos Pireus es van inscriure al Llibre Guinness dels rècords. La ratxa consecutiva de victòries de l'Olympiacos es va aturar finalment amb 117 victòries.

## Historial
|  | - 1967–68 Iraklis Salònica - 1968–69 Peiraikos - 1969–70 Peiraikos - 1970–71 Iraklis Salònica - 1971–72 Iraklis Salònica - 1972–73 Athens College - 1973–74 Apollon Kalamarias - 1974–75 Palaio Faliro - 1975–76 Sporting Atenes - 1976–77 Sporting Atenes - 1977–78 Olympiacos Volos - 1978–79 Sporting Atenes - 1979–80 Sporting Atenes - 1980–81 Sporting Atenes - 1981–82 Palaio Faliro - 1982–83 Sporting Atenes - 1983–84 Sporting Atenes - 1984–85 Sporting Atenes - 1985–86 Sporting Atenes | - 1986–87 Sporting Atenes - 1987–88 Sporting Atenes - 1988–89 Sporting Atenes - 1989–90 Sporting Atenes - 1990–91 Sporting Atenes - 1991–92 Apollon Kalamarias - 1992–93 Sporting Atenes - 1993–94 Sporting Atenes - 1994–95 Sporting Atenes - 1995–96 Sporting Atenes - 1996–97 Sporting Atenes - 1997–98 Panathinaikos - 1998–99 Sporting Atenes - 1999–00 Panathinaikos - 2000–01 Ano Liosia - 2001–02 Ano Liosia - 2002–03 Ano Liosia - 2003–04 Sporting Atenes - 2004–05 Panathinaikos | - 2005–06 Esperides Kallitheas - 2006–07 Panionios - 2007–08 Esperides Kallitheas - 2008–09 Athinaikos - 2009–10 Athinaikos - 2010–11 Athinaikos - 2011–12 Athinaikos - 2012–13 Panathinaikos - 2013–14 Elliniko-Sourmena - 2014–15 Elliniko-Sourmena - 2015–16 Olympiakos Pireu - 2016–17 Olympiakos Pireu - 2017–18 Olympiakos Pireu - 2018–19 Olympiakos Pireu - 2019–20 Olympiakos Pireu - 2004–05 Panathinaikos - 2021–22 Olympiakos Pireu - 2022–23 Olympiakos Pireu - 2023–24 Olympiakos Pireu | - 2024–25 Olympiakos Pireu |

## Palmarès
- 21 títols: Sporting Atenes
- 9 títols: Olympiakos Pireu
- 5 títols: Panathinaikos, Athinaikos
- 3 títols: Ano Liosia, Iraklis Salònica
- 2 títols: Peiraikos, Apollon Kalamarias, Palaio Faliro, Esperides Kallitheas, Elliniko-Sourmena
- 1 títol: Athens College, Olympiacos Volos, Panionios